# Taekwondo a 2004. évi nyári olimpiai játékokon
A 2004. évi nyári olimpiai játékokon a taekwondóban nyolc versenyszámban osztottak érmeket.

## Éremtáblázat
(A rendező ország csapata eltérő háttérszínnel, az egyes számoszlopok legmagasabb értéke vagy értékei vastagítással kiemelve.)
| A 2004. évi nyári olimpiai játékok éremtáblázata taekwondóban | A 2004. évi nyári olimpiai játékok éremtáblázata taekwondóban | A 2004. évi nyári olimpiai játékok éremtáblázata taekwondóban | A 2004. évi nyári olimpiai játékok éremtáblázata taekwondóban | A 2004. évi nyári olimpiai játékok éremtáblázata taekwondóban | Olimpia  |
| ------------------------------------------------------------- | ------------------------------------------------------------- | ------------------------------------------------------------- | ------------------------------------------------------------- | ------------------------------------------------------------- | -------- |
|                                                               | Ország                                                        | Arany                                                         | Ezüst                                                         | Bronz                                                         | Összesen |
| 1.                                                            | Tajvan (TPE)                                                  | 2                                                             | 1                                                             | 0                                                             | 3        |
| 2.                                                            | Dél-Korea (KOR)                                               | 2                                                             | 0                                                             | 2                                                             | 4        |
| 3.                                                            | Kína (CHN)                                                    | 2                                                             | 0                                                             | 0                                                             | 2        |
| 4.                                                            | Egyesült Államok (USA)                                        | 1                                                             | 1                                                             | 0                                                             | 2        |
| 5.                                                            | Irán (IRI)                                                    | 1                                                             | 0                                                             | 1                                                             | 2        |
|                                                               |                                                               |                                                               |                                                               |                                                               |          |
| 6.                                                            | Görögország (GRE)                                             | 0                                                             | 2                                                             | 0                                                             | 2        |
| 7.                                                            | Mexikó (MEX)                                                  | 0                                                             | 1                                                             | 1                                                             | 2        |
| 7.                                                            | Franciaország (FRA)                                           | 0                                                             | 1                                                             | 1                                                             | 2        |
| 9.                                                            | Törökország (TUR)                                             | 0                                                             | 1                                                             | 0                                                             | 1        |
| 9.                                                            | Kuba (CUB)                                                    | 0                                                             | 1                                                             | 0                                                             | 1        |
|                                                               |                                                               |                                                               |                                                               |                                                               |          |
| 11.                                                           | Thaiföld (THA)                                                | 0                                                             | 0                                                             | 1                                                             | 1        |
| 11.                                                           | Venezuela (VEN)                                               | 0                                                             | 0                                                             | 1                                                             | 1        |
| 11.                                                           | Egyiptom (EGY)                                                | 0                                                             | 0                                                             | 1                                                             | 1        |
|                                                               |                                                               |                                                               |                                                               |                                                               |          |
| Összesen                                                      | Összesen                                                      | 8                                                             | 8                                                             | 8                                                             | 24       |

## Érmesek

### Férfi
| A 2004. évi nyári olimpiai játékok férfi érmesei taekwondóban |                                       |                                             |                                     |
| Versenyszám                                                   | Arany                                 | Ezüst                                       | Bronz                               |
| Légsúly                                                       | Csu Mu-jen · Tajvan (TPE)             | Oscar Salazar · Mexikó (MEX)                | Tamer Bayoumi · Egyiptom (EGY)      |
| Pehelysúly                                                    | Hádi Szái · Irán (IRI)                | Huang Csi-hsziung · Tajvan (TPE)            | Szong Mjongszop · Dél-Korea (KOR)   |
| Váltósúly                                                     | Steven López · Egyesült Államok (USA) | Bahri Tanrıkulu · Törökország (TUR)         | Juszof Karami · Irán (IRI)          |
| Nehézsúly                                                     | Mun Deszong · Dél-Korea (KOR)         | Aléxandrosz Nikolaídisz · Görögország (GRE) | Pascal Gentil · Franciaország (FRA) |

### Női
| A 2004. évi nyári olimpiai játékok női érmesei taekwondóban |                                      |                                       |                                       |
| Versenyszám                                                 | Arany                                | Ezüst                                 | Bronz                                 |
| Légsúly                                                     | Csen Si-hszin · Tajvan (TPE)         | Yanelis Labrada · Kuba (CUB)          | Jauvapha Bunphoncsaj · Thaiföld (THA) |
| Pehelysúly                                                  | Csang Dzsivon · Dél-Korea (KOR)      | Nia Abdallah · Egyesült Államok (USA) | Iridia Salazar · Mexikó (MEX)         |
| Váltósúly                                                   | Lo Vej (Luo Wei) · Kína (CHN)        | Eli Misztakídu · Görögország (GRE)    | Hvang Gjongszon · Dél-Korea (KOR)     |
| Nehézsúly                                                   | Csen Csung (Chen Zhong) · Kína (CHN) | Myriam Baverel · Franciaország (FRA)  | Adriana Carmona · Venezuela (VEN)     |